# Constante de Landau-Ramanujan
En Matemática, la constante de Landau-Ramanujan aparece como un resultado de la teoría de números que enuncia que la proporción de los enteros positivos menores o iguales que x que son suma de dos cuadrados es, para x suficientemente grande, proporcional a 
{\displaystyle 1/{\sqrt {\ln(x)}}.}
La constante de proporcionalidad es la constante de Landau-Ramanujan. 
Más formalmente, si N(x) es el número de enteros positivos menores o iguales que x que son suma de dos cuadrados, en el límite para x creciente,
{\displaystyle \lim _{x\rightarrow \infty }{\frac {N(x){\sqrt {\ln(x)}}}{x}}\approx 0,76422365358922066299069873125.}
Este número es la constante de Landau-Ramanujan.